# Cobra
Pour les articles homonymes, voir Cobra (homonymie).
Taxons concernés
Plusieurs genres de la famille des Elapidae
- Hemachatus
- Laticauda
- Naja
- Ophiophagus
- Pseudohajemodifier

Le nom cobra (/kɔbʁa/) désigne plusieurs espèces de serpents venimeux de la famille des Elapidae, notamment l'ensemble des espèces du genre Naja, qui ont la particularité d'étendre une coiffe lorsqu'ils sont en posture de combat. Ils se rencontrent en Asie et en Afrique,. Une partie des cobras sont par ailleurs appelés cobras cracheurs du fait de leur capacité à projeter leur venin.
Le terme simple de cobra est parfois utilisé pour désigner une espèce particulière, notamment le cobra indien (c'est cette dernière que l'on associe au fakir charmeur de serpents, dans l'imagerie populaire) ou le cobra égyptien. Cette pratique peut être source de confusion et ne doit pas faire perdre de vue qu'il s'agit d'un nom assez général désignant aussi les autres espèces du genre Naja ainsi que des espèces aujourd'hui classées dans d'autres genres.
D'autres espèces d'élapidés n'appartenant pas au genre Naja mais assez apparentées sont aussi appelées cobra, notamment parce qu'elles ont un temps été classées dans ce genre et/ou parce qu'elles sont dotées de cette même capacité de dresser et d'aplatir leur cou. Le cobra royal (Ophiophagus hannah) est le plus célèbre d'entre eux et il est le plus grand de tous les cobras. Mais il y a aussi un cobra cracheur africain qu'on préfère aujourd'hui appeler ringhal (Hemachatus haemachatus) pour mieux le distinguer. Quelques élapidés apparentés aux Naja mais ayant peu ou pas la capacité d'aplatir leur cou sont aussi appelés assez improprement cobra, comme les Pseudohaje et les Walterinnesia, ou même des serpents de mer comme les Laticauda, tandis que d'autres également assez proches ne sont traditionnellement pas appelées ainsi bien qu'elles soient dotées de cette capacité, tels les Aspidelaps.

## Étymologie
Le terme cobra est un emprunt au portugais (ou au vieux galicien) qui désignait les couleuvres. Issu du latin vulgaire *cŏlŏbra pour cŏlŭubra, le terme cobra de capel(l)o qui se traduit littéralement par "couleuvre à capuche" en raison de l'élargissement caractéristique de leur cou, a été donné par les explorateurs portugais à certaines espèces de serpents asiatiques qui possédaient cette caractéristique. Ce terme est présent en français depuis au moins le XIVe siècle, mais a aussi été repris en anglais, espagnol, etc. Les formes du terme influencées par l'allemand s'écrivent avec un « K », par exemple Kobra ((de + sv + cs) ), Kobry ((pl)), Kobre ((hr)).

## Physiologie, comportement et écologie
Les caractéristiques générales des cobras sont celles de la famille des Elapidae, avec des nuances pour chaque espèce : voir les articles détaillés pour plus d'informations sur leur description ou leur mode de vie.

## Espèces portant le nom de «cobra»
- Cobra indien — Naja naja
- Cobra à lunettes - Naja naja
- Cobra égyptien — Naja haje
- Cobra à monocle — Naja kaouthia
- Cobra à cou noir — Naja nigricollis
- Cobra de Chine — Naja atra
- Cobra annelé — Naja annulifera
- Cobra du Mozambique — Naja mossambica
- Cobra du Siam — Naja siamensis
- Cobra de Sumatra — Naja sumatrana
- Cobra rouge — Naja pallida
- Cobra pâle — Naja pallida
- Cobra d'Andaman — Naja sagittifera
- Cobra d'Asie centrale ou Cobra de la Caspienne — Naja oxiana
- Cobra d'eau — Naja annulata
- Cobra de forêt — Naja melanoleuca
- Cobra des Philippines — Naja philippinensis
- Cobra de Samar — Naja samarensis
- Cobra royal — Ophiophagus hannah
- Cobra du Cap — Naja nivea
- Cobra du Mali — Naja katiensis
- Cobra de Gold[6] — Pseudohaje goldii
- Cobra fouisseur ou Cobra aux multiples anneaux[7] — Naja multifasciata
- Cobra nain — Naja nana (en)

- « cobra cracheur » peut désigner plusieurs espèces capables de cracher du venin

Les espèces du genre Laticauda sont fréquemment appelées « cobras de mer ».

## Caractéristiques communes
Le cobra a la particularité de gonfler son cou lorsqu'il est excité (en colère). Ce sont en fait ses côtes qu'il a la possibilité d'écarter qui provoquent ce phénomène. C'est une ruse de défense qui lui permet de paraître beaucoup plus gros aux yeux de son adversaire ou de son prédateur,.
Leur venin est extrêmement toxique. Il est inoculé chez la victime  par morsure ou par projection sur ses muqueuses. Comme tous les autres Elapidae, les cobras sont des serpent protéroglyphes (crochets courts, fixes et à l'avant de la mâchoire supérieure. Il est principalement neurotoxique (autre caractéristique des élapidés) ce qui provoque une paralysie des muscles (en particulier les muscles respiratoires). Il peut provoquer la mort chez l'homme en deux à dix heures. Il peut tuer un éléphant en une seule morsure.

### Autres caractéristiques
Au-delà des caractéristiques communes, parmi les espèces ainsi désignées, le cobra indien, ou serpent à lunettes, arbore un motif évoquant des « lunettes » sur sa face dorsale. Une vieille légende hindoue prétend que ces « lunettes » seraient la marque de Shiva. Ce dieu aurait appliqué cette marque sur le capuchon du cobra afin de le remercier de l'avoir abrité du soleil. Ce serpent se trouve dans une aire limitée au sous-continent indien.
Certaines espèces peuvent atteindre deux à trois mètres (Naja ashei) de long, voire plus comme l'énorme cobra royal qui dépasse cinq mètres. Le cobra des forêts (Naja melanoleuca) est la plus grande espèce connue du genre Naja avec une taille maximale connue de 3,1 mètres (bien que récemment subdivisée en 5 espèces disctintes: N. melanoleuca, Naja peroescobari, Naja subfulva, Naja guineensis et  Naja savannula).
D'autres espèces comme le cobra cracheur équatorial ou encore le ringhal (qui n'est pas du genre Naja) sont capables de cracher leur venin pour se défendre, visant toujours les yeux de leur cible, afin d'aveugler celle-ci. Dans le genre Naja, les cobras cracheurs sont toutes les espèces du sous-genre Afronaja (N. nubiae, N. pallida, N. katiensis, N. nigricollis, N. ashei, N. mossambica et N. nigricincta) et partie des espèces du sous-genre Naja (N. siamensis, N. mandalayensis, N. sumatrana, N. sputatrix, N. philippinensis et N. samarensis). En revanche aucune espèce des sous-genres Boulangerina et Uraeus ne crache de venin, ni l'autre partie des espèces du sous-genre Naja (N. naja, N. oxiana, N. kaouthia, N. atra).
Le cobra du Cap, le cobra égyptien et le cobra des Philippines possèderaient les venins les plus actifs. C'est cependant du cobra caspien (N. oxiana, seule espèce d'Asie centrale) qui a le venin le plus puissant. Bien que les venins des cobras soient principalement neurotoxiques, certaines espèces ont en plus des cytotoxines  et/ou des cardiotoxines dans leur venin.

## Répartition
Les cobras sont originaires d'Afrique et d'Asie (plus précisément du Moyen-Orient, du sous-continent indien et d'Asie du Sud-Est).

## Dangerosité
Étant membres des Elapidae, les cobras sont parmi les serpents les plus venimeux au monde en raison de la puissance de leurs venins. Ils ne sont pas vraiment agressifs, comme la plupart des serpents, et préfèrent éviter la confrontation si possible. Lorsqu'ils sont acculés, dérangés ou s'ils se sentent menacés, ils adoptent leur posture de menace caractéristique : ils dressent l'avant de leur corps, gonflent leur capuchon et sifflent pour tenter d'intimider l'adversaire. Dans cette position, ils surveillent les mouvements de l'intrus et sont prêts à se défendre si besoin. Si l'ennemi continue malgré l'avertissement, le cobra fera alors usage de la morsure ou d'une projection de venin dans les yeux de son agresseur (seulement pour les cobras cracheurs).
Bien que faiblement agressifs et facilement évitables, les cobras font chaque année des milliers de morts. Cela s'explique par le fait qu'ils sont attirés par les rongeurs, dont ils se nourrissent, allant jusque dans les lieux fréquentés par l'homme. Le plus souvent, les victimes sont des habitants des communautés rurales, comme les agriculteurs, qui ne peuvent bénéficier de soins immédiats. De plus, l'Afrique et l'Asie étant fortement touchées par la pauvreté, l'accès aux soins est très difficile ce qui aggrave le risque de succomber aux morsures par ces serpents.
De même, les cobras cracheurs projettent avec grande précision leur venin dans les yeux de leur assaillant, ce qui provoque des brûlures. Cela a pour effet d'entraîner une cécité temporaire ou définitive si les yeux ne sont pas suffisamment rincés.

## Sources
- « Cobra », sur Larousse (consulté le 23 décembre 2014)
- V.Battaglia, « Cobra. Naja », sur www.dinosoria.com, septembre 2006 (consulté le 23 décembre 2014)